# 哈查爾獸屬
哈查爾獸屬（學名：Jachaleria）是已滅絕合弓綱的一屬，屬於異齒亞目的二齒獸下目，生存於三疊紀中晚期的巴西與阿根廷，是該時期的二齒獸類之一。哈查爾獸是種草食性動物，嘴部缺少牙齒。哈查爾獸的近親史達勒克獸、恐齒龍獸也生存於相同時代的相同地區，但哈查爾獸較類似史達勒克獸。其屬名是以哈查爾河（Jáchal River）為名。

## 種
- J. candelariensis：化石發現於巴西南里奧格蘭德州的凱特拉瑞亞市（Candelária），該地區屬於Caturrita地層組，位於著名的Paleorrota地質公園之內。牠們的身長可能約3公尺，體重估計值約300公斤。在Paleorrota地區的三疊紀晚期地層的早期部分，喙頭龍目是優勢草食性動物，沒有二齒獸類的存在。在卡尼階末期，喙頭龍目消失，二齒獸類再度出現於化石紀錄中[1]。
- J. colorata：化石發現於阿根廷的拉斯科羅拉多斯組（Los Colorados Formation），與J. candelariensis非常類似[2]。

## 外部連結
- Sociedade Brasileira de Paleontologia.
- The skull of Jachaleria candelariensis (UFRGS)（页面存档备份，存于）